# Ольховський Андрій Васильович
Ольховський Андрій Васильович — (псевдонім — Євген Оленський) (28.08.1899, с. Гути, побл. Харкова — 15.02.1969, Вашингтон, США) — музикознавець, композитор, педагог (США). Закінчив Харківський інститут лісогосподарства (1925), Харківську консерваторію по кл. композиції C. Богатирьова (1926), аспірантуру Ленінградського інституту історії мистецтв (наук. керівник Б. Асаф'єв. 1929). Канд. мистецтвознавства (1929). Був редактором часопису «Музика» (1929—1934). Викладач, доцент, в.о. професора Харківської консерваторії (1929—1934); професор (1935), завідувач кафедри української музики Київської консерваторії (1935—1941), директор музично-балетної школи (1942—1943), 1945-47 — директор музичної школи в таборах у Німеччині, у 1947-49 рр. працював у Мюнхені, в
Укр. вільному університеті, з 1949-го мешкав у США.

## Творчість

Меморіальна дошка Андрію Ольховському на будинку по вул. Софійській, 16 (Київ)

- вок.-симф. — ораторія «Сад Гетсиманський» (1956);
- 4 симфонії:
  - № 1 (1940),
  - № 2 — за мотивами 1.Франка (1948—1949),
  - № 3 (з хором) — «Miserere Domine» (1952—1954),
  - № 4 (1953—1954),
- Симфоніета (1957),
- Симфоніета фа-дієз (1960—1962),
- Симфонія соль-дієз;
- Симфонія-триптих (1964);
- хори;
- цикл пісень на сл. Лесі Українки;
- музика до драм. поеми «Оргія» Лесі Українки (1947).

Музикознавчі праці:
- Нарис історії української музики (1939)
- Українська класична музика (1941)
- Music under the Soviets: The Agony of an Art (англ. мовою, Нью-Йорк, 1955, 1975)